# GNS3
GNS3（英語：Graphical Network Simulator-3）是一个于2008年发布的网络软件模拟器。 它允许组合的虚拟和实际设备，用于模拟复杂的网络。 它使用Dynamips模拟软件来模拟Cisco IOS。
GNS3在很多大型公司中也有广泛的应用，例如埃克森公司、沃尔玛、AT&T和美国宇航局等。對於準備CCNA等专业证书考试的考生，它也是受欢迎的编制网络學習工具之一。 截至2015年，该软件已被下载了1100萬次。